# 3M6 Šmel

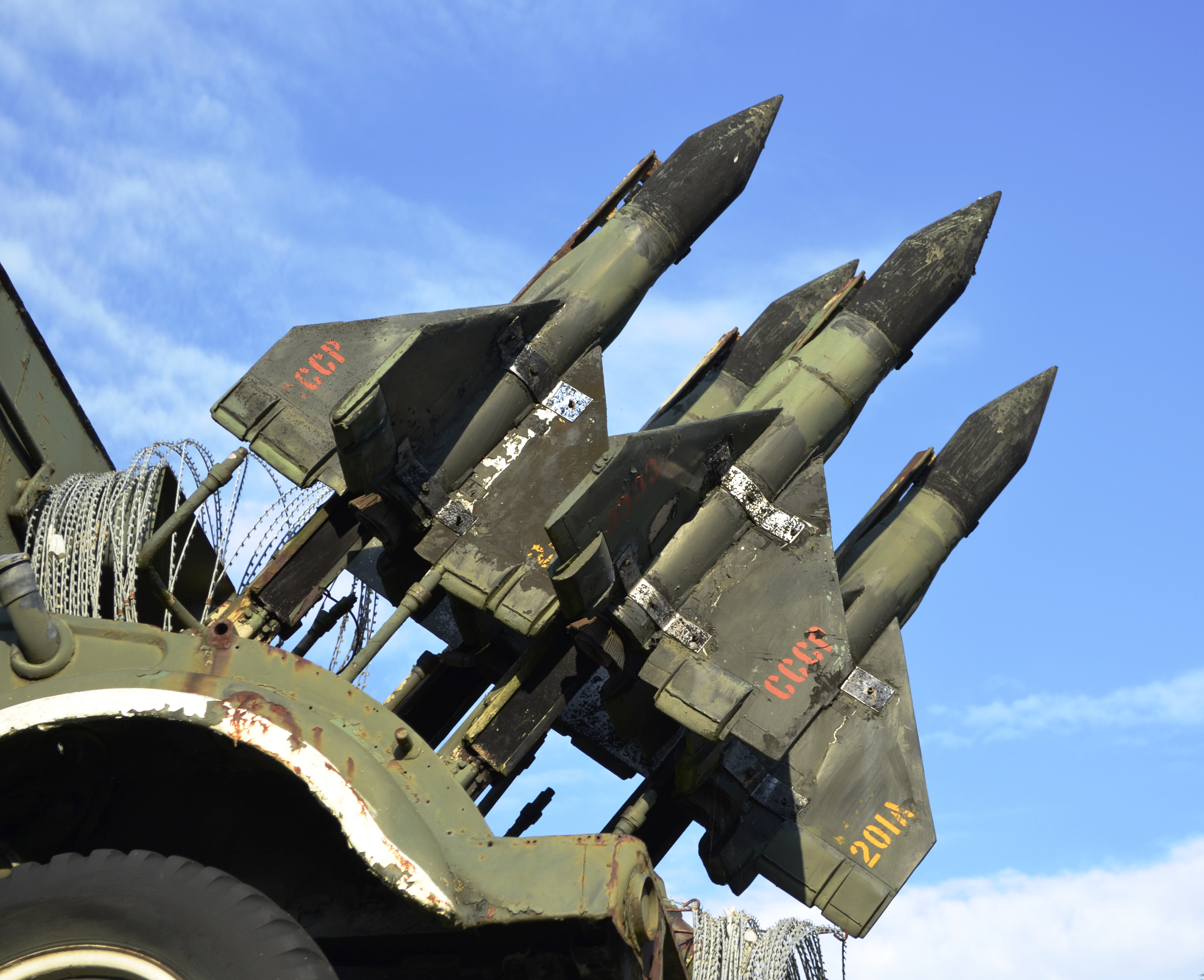
Rakety 3M6 Šmel/AT-1 Snapper

3M6 Šmel (rusky 3М6 Шмель – čmelák, kód NATO "AT-1 Snapper") je dálkově naváděná protitanková raketa vyvinutá v SSSR. Vzhledem ke své velké hmotnosti a rozměrům byla příliš těžká a velká, než aby byla nošena vojáky jako RPG, a tak se často upevňovala na speciálně upravená vozidla nebo vrtulníky. Celý zbraňový systém nese v indexu GRAU označení 2K15, v indexu řízených střel 3M6.

## Vznik a vývoj

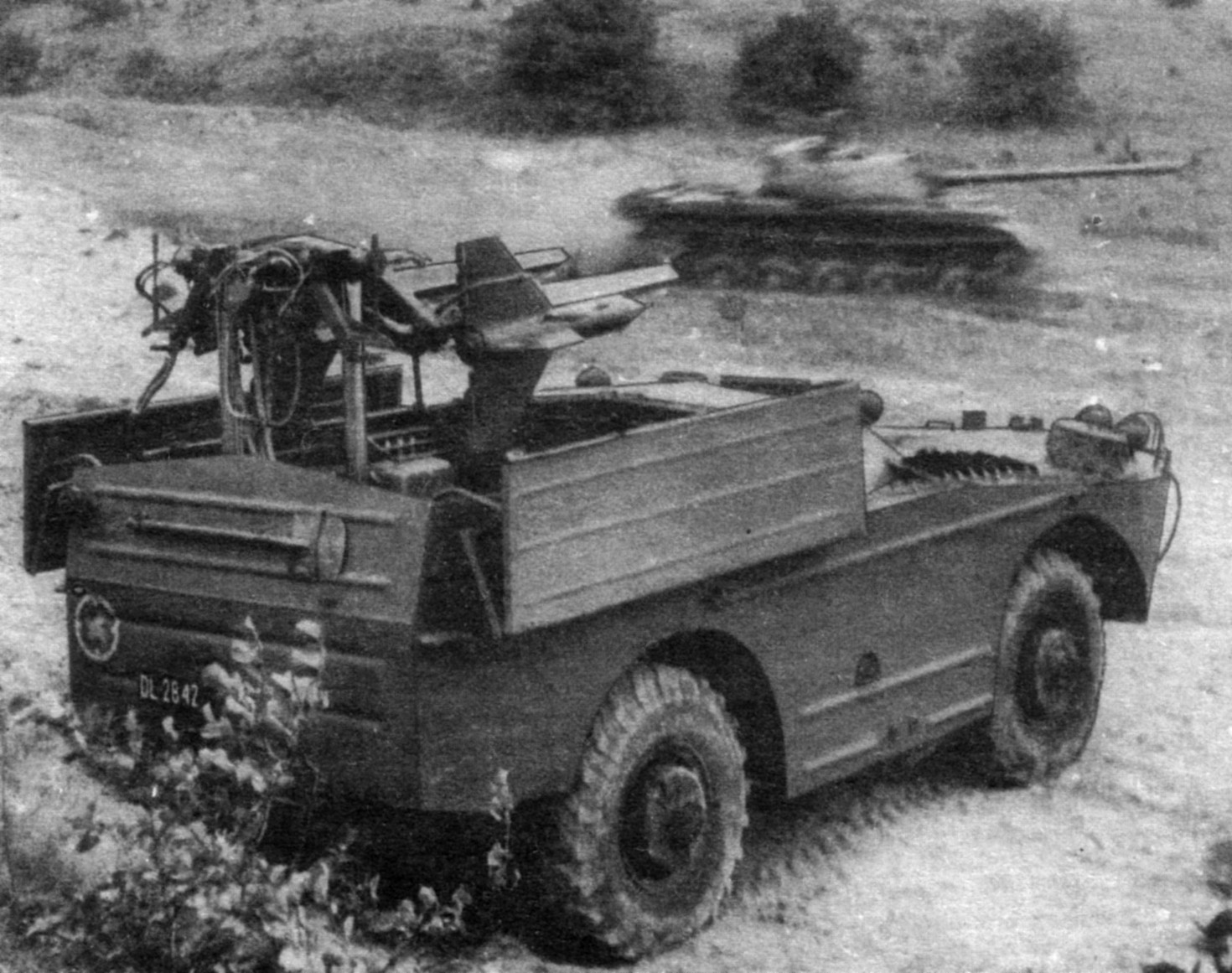
3M6 Šmel na voze BRDM-1

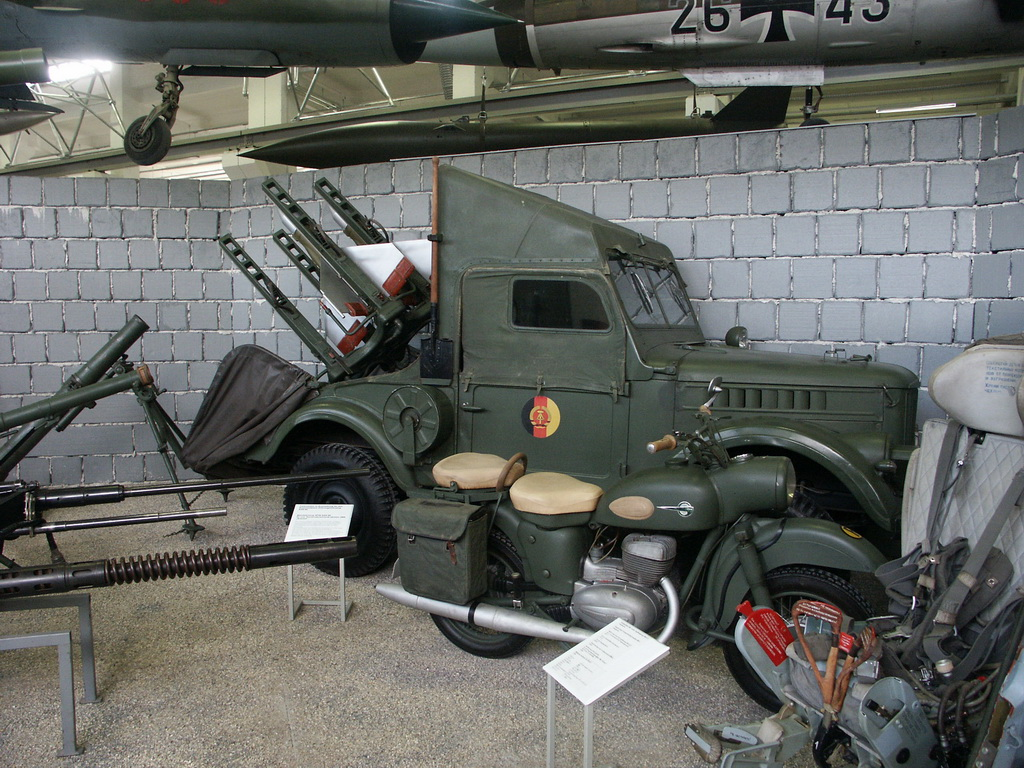
3M6 Šmel na voze GAZ-69

3M6 Šmel byl vyvíjen na principu západních PTŘS v SKB Gladkostvolnoi artillerii v Kolomně. Vývoj rakety postupoval rychle a první nekontrolované testy se uskutečnily v dubnu 1958. Hned po nich následovaly kontrolované testy v červnu a červenci 1958. V dubnu 1959 byla poprvé představena velitelství ozbrojených sil. 1. srpna 1960 byla přijata do aktivní služby a veřejnosti představena v roce 1963.
Existovaly dva druhy nosičů raket 3M6 Šmel:
- 2 P26 umístěna na lehkém neopancéřovaném terénním voze GAZ 69 se čtyřmi odpalovacím kolejemi mířícími dozadu. Řídící stanice mohla být umístěna ve 30 m vzdálenosti od vozidla. Takové zařízení bylo do služby přijato v roce 1960.
- 2 P27 umístěna na obrněném vozidle BRDM-1 se třemi odpalovacím kolejemi, které byly chráněny pancéřovým krytím. Do služby přišla v roce 1964.

## Popis
Protitanková řízená raketa 3M6 Šmel se skládala ze dvou částí. První byla kumulativní hlavice s trhavou náplní a nárazovým zapalovačem. Tuhou část tvořil samotný trup rakety. V něm byl umístěn raketový pohonný systém, palubní řídicí systém a zdroj energie. Na zadní části trupu byly čtyři mohutné stabilizační plochy s pohyblivými křidélky. Pohonný systém se skládal ze startovacího a letového motoru. Oba motory používaly tuhé pohonné hmoty. Použitelnost rakety byla v rozmezí 500 až 2 200 m. Řídící systém byl dvoukanálový s ručními povely přenášenými přes kabel a zaměřování vizuálním sledováním cíle. Operátor obsluhoval elektronický blok, který byl napojen na řídící pult s vlastním napájením. K pultu se vždy řidičem připojovala raketa, kterou řídil operátor. K zaměření cíle a sledování rakety během letu sloužil optický zaměřovač.

## Nasazení
3M6 Šmel byl Egyptem použit v roce 1967 během Šestidenní války. Severní Korea začala v roce 1975 vyrábět upravenou verzi tohoto systému.

## Uživatelé
- Afghánistán, Bulharsko, Kuba, Československo, Východní Německo, Egypt, Maďarsko, Mongolsko, Severní Korea, Polsko, Rumunsko, SSSR, Sýrie, Jugoslávie

## Základní údaje
- Délka – 1150 mm
- Rozpětí křídel – 750 mm
- Průměr – 136 mm
- Vystřelovaná hmotnost – 22,5 kg
- Rychlost – 90–110 m/s
- Dosah – 500–2300 m
- Čas do maximálního dosahu – 20 s
- Hlavice – 5,4 kg HEAT 300 mm vs RHA